# Rally Cuesta del Gallo
El Rally Cuesta del Gallo es una competencia anual de rally raid que se realiza desde el año 1996. A partir del año 2016 es organizada por Patagonia 500 y disputada durante noviembre de cada año. Es considerado uno de los rallyes más australes del mundo.

## Historia
En 1995 se efectuó el primer cruce a la Cuesta del Gallo ubicada a 145 km al noroeste de Punta Arenas en la comuna de Río Verde, villa rural dedicada a la ganadería, el primer cruce fue de carácter tipo aventura para que los pilotos conocieran el lugar y opinaran al respecto.
En octubre de 1996 los pilotos en ese entonces Germán Díaz y Carlos Santórsola organizaron con mucho esfuerzo la primera versión de este rally, donde participaron alrededor de 120 pilotos regionales y algunos de la República Argentina. Por las condiciones climáticas del día da de la competencia (nieve, lluvia, barro, hielo, etc.) hubo una gran cantidad de pilotos retrasados y/o perdidos que llegaron a la meta casi de noche muy mojados y embarrados. Ese año la meta fue en la villa Río Verde.
En noviembre de 1997 los organizadores de la segunda versión, Carlos Santórsola, Orlov Dubrock, y Alejandro Gasic contactaron al piloto nacional Carlo de Gavardo para que participara en la prueba de ese año, el cual aceptó viniendo en compañía del representante en Chile de la marca de motocicletas Austríacas KTM, Roland Spaarwater, y del piloto nacional participante de la prueba de los International Six Days Enduro en Italia, Ricardo León.
En noviembre de 1998 el equipo organizador liderado por Carlos Santórsola preparó un trazado de ida y vuelta a Pta. Arenas en que contactaron a varios pilotos nacionales tales como Carlo de Gavardo, Roland Spaarwater, Víctor Márquez (ganador de varias versiones del Rally del Desierto) Alejandro García Huidobro, Francisco "Chaleco" López (ganador del campeonato de Enduro y cross de ese año), Nicolás Urrutia, FranciscoRandhor, entre los pilotos Argentinos de los cuales se destacaba Marcelo Lewis y los créditos locales Gonzalo Escarate, Orlov "Fito" Dubrock, Mauricio Karelovic, Alejandro Lago, David Friedli, Marcos Seguic, Alejandro Gasic, Iván Barría, Julián Martinich, Jaime Velásquez y otros.
El año 1997 se realiza la segunda versión del Rally.

### 6.ª versión de La Cuesta del Gallo 2001
La 6.ª versión de La Cuesta del Gallo:
En el local de Pervan Eventos de la ciudad de Punta Arenas se efectuó el lanzamiento oficial de la sexta versión de La Cuesta del Gallo, prueba de motociclismo enduro que se corrió el 17 de noviembre de 2001 entre Punta Arenas y Río Verde, ida y vuelta. Se tuvo una participación cercana a los 80 pilotos divididos en siete categorías. Entre los inscritos estuvieron los corredores chilenos Francisco "Chaleco" López y Ruy Barbosa. 
Hoja de ruta
La prueba se disputó en dos etapas: la primera entre Punta Arenas y Río Verde, largando a las 8.00 del sábado 17 de noviembre desde el motódromo Circuito Ricardo Navarro y pasando por estancia Mina Rica, mina Pecket, seno Otway, villa Río Verde, cruce Fabres, estancia Puro Chile, Las Nieves, río San José, valle del Castillo, puesto Salazar, Cuesta del Gallo, Las Coles para finalizar de vuelta en Río Verde.
Luego de una neutralización de una hora se largó, aproximadamente a las 14:30, la segunda etapa que unió a Río Verde con la ciudad de Punta Arenas, pasando por los sectores playa del seno Otway, mina Pecket, estancia Mina Rica finalizando en el circuito Ricardo Navarro en el Barrio Industrial y cubriéndose una distancia total de 300 km .

### Novena versión de La Cuesta del Gallo 2016
Durante 15 años no se realiza el rally, hasta el año 2016 en que se realiza la novena versión del rally, organizado por el club Patagonia 500. El 30 de enero de 2016 se realiza la novena versión.

### Décima versión de La Cuesta del Gallo 2016
Por motivos de permisos para cruzar los predios se decide mover la fecha de realización para noviembre, por lo cual se realiza la décima versión el 20 de noviembre de 2016. La ruta trazada pasa por bosques, caminos, cerros, ríos, pampa, aserraderos, corrales, La Cuesta el Muerto y La Cuesta del Gallo y algunas estancias, uniendo villa Tehuelches en la comuna de Laguna Blanca, con Estancia Anita en la comuna de Río Verde. Luego se retornó en sentido contrario luego de finalizar la primera etapa. Cada etapa es de 110 km, con un punto medio para rellenar combustible y continuar a la meta.